# Brachodes dispar
Brachodes dispar is een vlinder uit de familie Brachodidae. De wetenschappelijke naam van de soort is voor het eerst geldig gepubliceerd in 1855 door Gottlieb August Wilhelm Herrich-Schäffer.